# Туровский, Даниил Иванович
Дании́л Ива́нович Туро́вский (род. 27 марта 1990, Москва) — российский журналист и редактор.

## Биография
Даниил Туровский родился 27 марта 1990 года в Москве.
В 2007 году поступил в Институт журналистики и литературного творчества, который окончил в 2012 году.
С июля 2008 по апрель 2011 года был внештатным корреспондентом газеты «Коммерсантъ», с 2010 по 2012 — издания Openspace.
В 2011—2013 годах — редактор журнала «Афиша».
В 2013—2014 годах — специальный корреспондент интернет-издания Lenta.ru, откуда ушёл вместе с редакцией после увольнения Галины Тимченко.
В сентябре 2014 года стал специальным корреспондентом интернет-издания Meduza. Покинул его в 2019 году.
В 2015 году писал статьи об Исламском государстве в русскоязычных СМИ, его репортажи переводила британская газета The Guardian. За серию материалов об ИГ получил премию журнала GQ в номинации «Журналист года».
В 2019 году выпустил книгу «Вторжение. Краткая история русских хакеров».
В сентябре 2019 года стал одним из редакторов интернет-шоу «вДудь» (с шестого сезона).

## Награды
В 2017 году получил премию «Профессия — журналист» фонда «Открытая Россия» в номинации «Репортаж» за статью «Вторая Катынь. Как советские власти расстреляли мирную демонстрацию в Новочеркасске — и кто сохранил память об этих событиях».
Пятикратный лауреат ежемесячной премии «Редколлегия»:
- в сентябре 2016 года за статью «Конец частной жизни»[7],
- в октябре 2017 года (совместно с Александром Борзенко, Александром Горбачёвым и Иваном Голуновым) за статью «„Христианского государства“ не существует. Но за ним, возможно, стоит ФСБ»[8],
- в ноябре 2017	года за статью «Вторая Катынь. Как советские власти расстреляли мирную демонстрацию в Новочеркасске — и кто сохранил память об этих событиях»[9],
- в ноябре 2018 года за статью «Московская клиника предлагала делать „женское обрезание“ девочкам до 12 лет по религиозным мотивам. Эта процедура калечит»[10],
- в декабре 2021 года (совместно с Юрием Дудем) за фильм «Почему в России пытают?»[11].